# ヤマトタケル (三村渉・たかや健二の漫画)
『ヤマトタケル』は、原作：三村渉、漫画：たかや健二による日本の漫画。『月刊コロコロコミック』（小学館）にて、1993年12月号から1994年9月号まで連載された。日本神話の人物ヤマトタケルをモチーフとした作品である。

## 概要
東宝映画『ヤマトタケル』やTBS系列で放送されたテレビアニメ『ヤマトタケル』などと連動したメディアミックスの一環であるが、ストーリーや設定などはそれぞれ無関係である。

## あらすじ
太陽神族の末裔、ヤマトタケル少年は太陽の鎧と小太陽の剣で村を襲った怪物を倒す。少女の助言に従い怪物の身体から剣を取り出し、ツクヨミとの戦いに向かう。

## 登場人物
ヤマトタケル
太陽神族の少年。強い光を放ち、ツクヨミに立ち向かう。
オトタチバナ
太陽神族の少女。ツクヨミにその肉体を奪われ、現在の体は機械。体を取り返す交換条件にタケルを狙うが、改心しツクヨミに立ち向かう。
スサノオ
かつて宇宙戦神（うつのいくさがみ）を駆りツクヨミを封印した太陽神。タケルたちの祖先。
翔竜鬼兄弟
太陽神族。タケルに試練を与えるがタケルの闘志に宇宙戦神が反応したことをスサノオが認めたため味方になる。
ニギハヤヒ
太陽神族だがツクヨミの配下となる。タケルの攻撃で腕を負傷し、除去不可能な暗黒メカを移植するが、太陽神の力を授かったタケルに除去される。ツクヨミに暗黒メカを植え付けられたオトタチバナや翔竜鬼兄弟の暗黒メカを引き受けて自らは死亡する。
キータ
ニギハヤヒの兄。タケルを救う。三人分の暗黒メカを引き受けて怪物となったニギハヤヒの真意を察し、タケルに介錯を願う。
ツクヨミ
全宇宙を闇に閉ざそうとする闇の神。